# Patrimoni dell'umanità della Germania

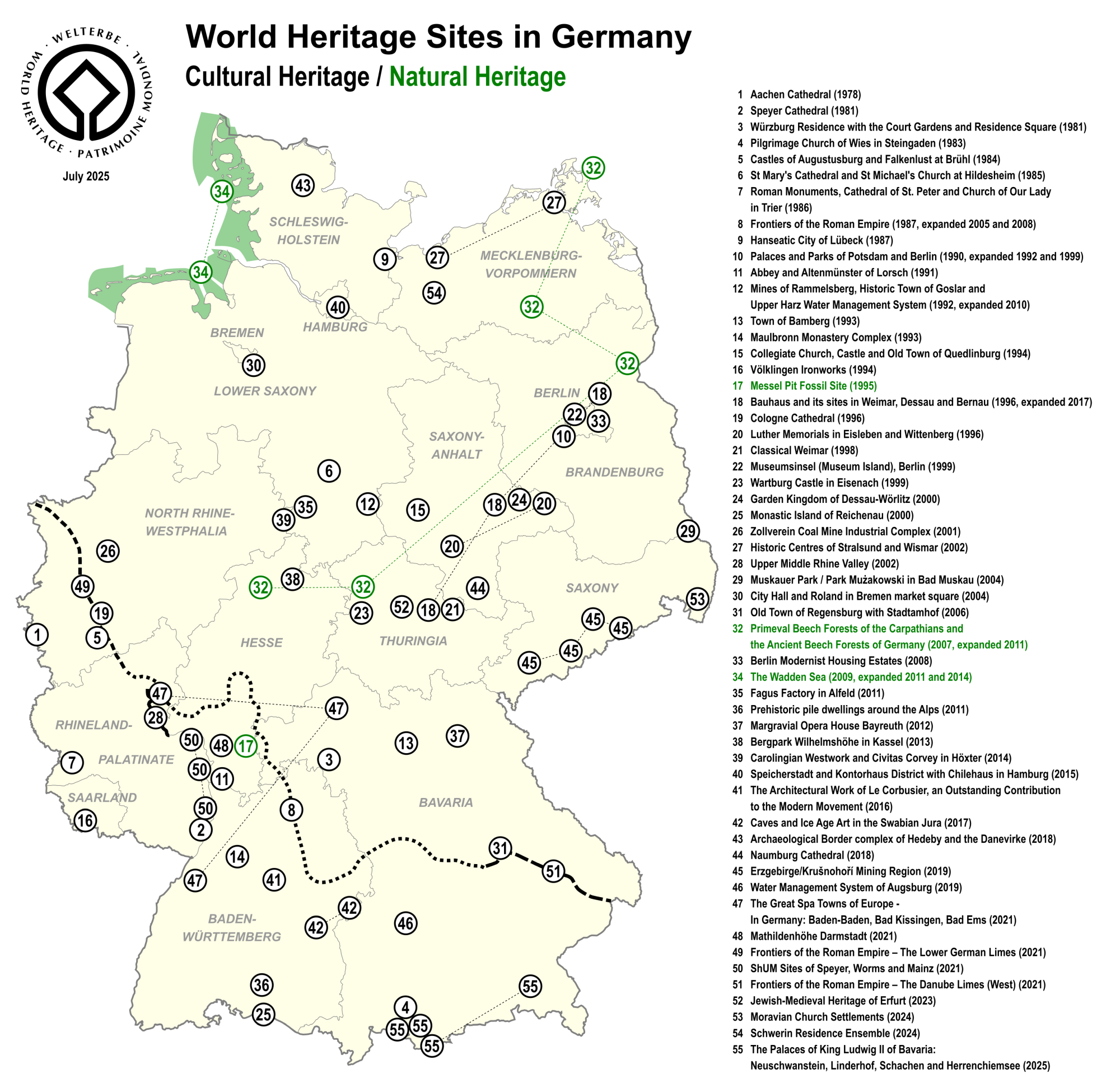
Mappa dei patrimoni dell'umanità in Germania (2024)

I patrimoni dell'umanità della Germania sono i siti dichiarati dall'UNESCO come patrimonio dell'umanità in Germania, la quale è divenuta parte contraente della Convenzione sul patrimonio dell'umanità il 23 agosto 1976.
Al 2025 i siti iscritti nella Lista dei patrimoni dell'umanità sono cinquantacinque, mentre undici sono le candidature per nuove iscrizioni. Il primo sito tedesco, la Cattedrale di Aquisgrana, è stato iscritto nella lista nel 1978, durante la seconda sessione del comitato del patrimonio mondiale. Gli altri siti furono aggiunti nel 1981 (due), 1983, 1984, 1985, 1986, 1987, 1990, 1991, 1992, 1993 (due), 1994 (due), 1995, 1996 (tre), 1998, 1999 (due), 2000 (due), 2001, 2002 (due), 2004 (due), 2005, 2006, 2008, 2009, 2011 (tre), 2012, 2013, 2014, 2015, 2016, 2017, 2018 (due), 2019 (due), 2021 (cinque), 2023, 2024 (due) e 2025. Cinquantadue siti sono considerati culturali, secondo i criteri di selezione, e tre naturali; undici sono parte di siti transnazionali.
La Valle dell'Elba a Dresda fu aggiunta alla lista nel 2004, ma poi cancellata nel 2009 a causa della costruzione del Waldschlösschenbrücke che ha seriamente intaccato l'integrità del sito.

## Siti del Patrimonio mondiale
| Foto | Sito                                                                                        | Luogo | Stato                                                         | Tipo                            | Anno           | Descrizione |
| ---- | ------------------------------------------------------------------------------------------- | --- | ------------------------------------------------------------- | ------------------------------- | -------------- | --- |
|      | Cattedrale di Aquisgrana                                                                    | Aquisgrana | Renania Settentrionale-Vestfalia                              | Culturale (3; i, ii, iv, vi)    | 1978           | La costruzione di questa cappella palatina, con la sua basilica e cupola ottagonali, iniziò circa nel 790–800 sotto l'imperatore Carlo Magno. Originariamente ispirato alle chiese della parte orientale del Sacro Romano Impero, fu magnificamente ampliato nel Medioevo. |
|      | Cattedrale di Spira                                                                         | Spira | Renania-Palatinato                                            | Culturale (168; ii)             | 1981           | La Cattedrale di Spira, una basilica con quattro torri e due cupole, fu fondata da Corrado II nel 1030 e rimaneggiata alla fine dell'XI secolo. È uno dei più importanti monumenti romanici dell'epoca del Sacro Romano Impero. La cattedrale è stata il luogo di sepoltura degli imperatori tedeschi per quasi 300 anni. |
|      | Residenza di Würzburg con i giardini di corte e la Piazza della Residenza                   | Würzburg | Baviera                                                       | Culturale (169; i, iv)          | 1981           | Questo magnifico palazzo barocco - uno dei più grandi e più belli della Germania e circondato da meravigliosi giardini - è stato creato sotto il patrocinio dei principi vescovi Lothar Franz e Friedrich Carl von Schönborn. Fu costruito e decorato nel XVIII secolo da un gruppo internazionale di architetti, pittori (compreso il Tiepolo), scultori e stuccatori, guidati da Balthasar Neumann. |
|      | Chiesa del pellegrinaggio di Wies                                                           | Steingaden | Baviera                                                       | Culturale (271; i, iii)         | 1983           | Miracolosamente conservata nella splendida cornice di una valle alpina, la Chiesa di Wies (1745-54), opera dell'architetto Dominikus Zimmermann, è un capolavoro del rococò bavarese: esuberante, colorato e gioioso. |
|      | Castelli di Augustusburg e Falkenlust presso Brühl                                          | Brühl | Renania Settentrionale-Vestfalia                              | Culturale (288; ii, iv)         | 1984           | Situato in un idilliaco giardino paesaggistico, il castello di Augustusburg (la sontuosa residenza dei principi-arcivescovi di Colonia) e il casino di caccia Falkenlust (una piccola follia rurale) sono tra i primi esempi di architettura rococò nella Germania del XVIII secolo. |
|      | Cattedrale di Santa Maria e Chiesa di San Michele a Hildesheim                              | Hildesheim | Bassa Sassonia                                                | Culturale (187; i, ii, iii)     | 1985           | La chiesa di San Michele fu costruita tra il 1010 e il 1020 su una pianta simmetrica con due absidi che era caratteristica dell'arte romanica ottoniana nell'Antica Sassonia. I suoi interni, in particolare il soffitto in legno e gli stucchi dipinti, le sue famose porte in bronzo e la colonna in bronzo di Bernoardo, sono - insieme ai tesori della Cattedrale di Santa Maria - di eccezionale interesse come esempi delle chiese romaniche del Sacro Romano Impero. |
|      | Monumenti romani, cattedrale di San Pietro e chiesa di Nostra Signora a Treviri             | Treviri | Renania-Palatinato                                            | Culturale (367; i, iii, iv, vi) | 1986           | Treviri, che sorge sul fiume Mosella, fu una colonia romana dal I secolo d.C. e poi un grande centro commerciale a partire dal secolo successivo. Divenne una delle capitali della tetrarchia alla fine del III secolo, quando era conosciuta come la "seconda Roma". Il numero e la qualità dei monumenti superstiti sono una straordinaria testimonianza della civiltà romana. |
|      | Città anseatica di Lubecca                                                                  | Lubecca | Schleswig-Holstein                                            | Culturale (272; iv)             | 1987           | Lubecca - l'ex capitale e città regina della Lega Anseatica - fu fondata nel XII secolo e prosperò fino al XVI secolo come principale centro commerciale per il nord Europa. È rimasto un centro per il commercio marittimo fino ad oggi, in particolare con i paesi nordici. Nonostante i danni subiti durante la seconda guerra mondiale, la struttura di base della città vecchia, costituita principalmente da residenze patrizie del XV e XVI secolo, monumenti pubblici (la famosa porta in mattoni Holstentor), chiese e depositi di sale, rimane inalterata. |
|      | Palazzi e parchi di Potsdam e Berlino                                                       | Berlino, Potsdam | Berlino, Brandeburgo                                          | Culturale (532; i, ii, iv)      | 1990-1992-1999 | Con 500 ettari di parchi e 150 edifici costruiti tra il 1730 e il 1916, il complesso di palazzi e parchi di Potsdam forma un insieme artistico, la cui natura eclettica rafforza il suo senso di unicità. Si estende nel distretto di Berlino-Zehlendorf, con i palazzi e i parchi che costeggiano le rive del fiume Havel e del lago di Glienicke. Voltaire soggiornò presso il Palazzo di Sans-Souci, costruito sotto Federico II tra il 1745 e il 1747. |
|      | Abbazia e Altenmünster di Lorsch                                                            | Lorsch | Assia                                                         | Culturale (515; iii, iv)        | 1991           | L'abbazia, insieme al suo ingresso monumentale, il famoso "Torhall", sono rare vestigia architettoniche dell'era carolingia. Le sculture e i dipinti di questo periodo sono ancora in ottime condizioni. |
|      | Miniere di Rammelsberg, città storica di Goslar e sistema di gestione idrica dell'Alto Harz | Altenau, Clausthal-Zellerfeld, Goslar, Lautenthal, Sankt Andreasberg, Schulenberg, Wildemann | Bassa Sassonia                                                | Culturale (623; i, ii, iii, iv) | 1992-2010      | Il sistema di gestione delle acque minerarie dell'Alto Harz, che si trova a sud delle miniere di Rammelsberg e della città di Goslar, è stato sviluppato in un periodo di circa 800 anni per assistere il processo di estrazione del minerale per la produzione di metalli non ferrosi. La sua costruzione fu intrapresa per la prima volta nel Medioevo dai monaci cistercensi, e si sviluppò poi su vasta scala dalla fine del XVI secolo fino al XIX secolo. È costituito da un sistema estremamente complesso ma perfettamente coerente di stagni artificiali, canalette, cunicoli e scarichi sotterranei. Ha consentito lo sviluppo di energia idrica da utilizzare nei processi minerari e metallurgici. |
|      | Complesso del monastero di Maulbronn                                                        | Maulbronn | Baden-Württemberg                                             | Culturale (546; ii, iv)         | 1993           | Fondato nel 1147, il monastero cistercense di Maulbronn è considerato il complesso monastico medievale più completo e meglio conservato a nord delle Alpi. Circondati da mura fortificate, gli edifici principali furono costruiti tra il XII e il XVI secolo. La chiesa del monastero, principalmente in stile gotico di transizione, ha avuto una grande influenza nella diffusione dell'architettura gotica in gran parte dell'Europa settentrionale e centrale. Il sistema di gestione dell'acqua a Maulbronn, con la sua elaborata rete di scarichi, canali di irrigazione e serbatoi, è di eccezionale interesse. |
|      | Città di Bamberga                                                                           | Bamberga | Baviera                                                       | Culturale (624; ii, iv)         | 1993           | Dal X secolo in poi, questa città divenne un importante collegamento con i popoli slavi, in particolare quelli della Polonia e della Pomerania. Durante il suo periodo di massima prosperità, dal XII secolo in poi, l'architettura di Bamberga influenzò fortemente la Germania settentrionale e l'Ungheria. Alla fine del XVIII secolo era il centro dell'Illuminismo nella Germania meridionale, dove vivevano eminenti filosofi e scrittori come Hegel e Hoffmann. |
|      | Chiesa collegiata, castello e città vecchia di Quedlinburg                                  | Quedlinburg | Sassonia-Anhalt                                               | Culturale (535; iv)             | 1994           | Quedlinburg era una capitale dell'Impero tedesco della Franconia orientale al tempo della dinastia regnante sassone-ottoniana. È stata una prospera città commerciale sin dal Medioevo. Il numero e l'alta qualità degli edifici a graticcio fanno di Quedlinburg un eccezionale esempio di città medievale europea. La Collegiata di San Servazio è uno dei capolavori dell'architettura romanica. |
|      | Stabilimento siderurgico di Völklingen                                                      | Völklingen | Saarland                                                      | Culturale (687; ii, iv)         | 1994           | Le ferriere, che coprono circa 6 ettari, dominano la città di Völklingen. Pur essendo uscite di recente dalla produzione, sono l'unico esempio intatto in tutta l'Europa occidentale e Nord America di ferriera integrata che è stata costruita e attrezzata nel XIX e XX secolo ed è rimasto senza alterazioni. |
|      | Sito fossile del Pozzo di Messel                                                            | Messel | Assia                                                         | Naturale (720; viii)            | 1995           | Il Pozzo di Messel è il sito più ricco al mondo per comprendere l'ambiente di vita dell'Eocene, tra 57 milioni e 36 milioni di anni fa. In particolare, fornisce informazioni uniche sulle prime fasi dell'evoluzione dei mammiferi e include fossili di mammiferi eccezionalmente ben conservati, che vanno dagli scheletri completamente articolati al contenuto degli stomaci degli animali di questo periodo. |
|      | Cattedrale di Colonia                                                                       | Colonia | Renania Settentrionale-Vestfalia                              | Culturale (292; i, ii, iv)      | 1996           | Iniziata nel 1248, la costruzione di questo capolavoro gotico avvenne in più fasi e non fu completata fino al 1880. Nel corso di sette secoli, i costruttori successivi furono ispirati dalla stessa fede e da uno spirito di assoluta fedeltà ai piani originali. Oltre al suo eccezionale valore intrinseco e ai capolavori artistici che contiene, la cattedrale di Colonia testimonia la forza duratura del cristianesimo europeo. |
|      | Bauhaus e suoi siti a Weimar, Dessau e Bernau                                               | Bernau bei Berlin, Dessau, Weimar | Brandeburgo, Sassonia-Anhalt, Turingia                        | Culturale (729; ii, iv, vi)     | 1996-2017      | Tra il 1919 e il 1933 il movimento Bauhaus ha rivoluzionato il pensiero e la pratica architettonica ed estetica nel XX secolo. Gli edifici del Bauhaus di Weimar, Dessau e Bernau sono rappresentanti fondamentali del Modernismo Classico, orientato verso un radicale rinnovamento dell'architettura e del design. Questa proprietà originariamente comprendeva edifici situati a Weimar (ex-scuola d'arte, scuola d'arte applicata e Haus am Horn) e Dessau (edificio del Bauhaus, il gruppo di sette case dei docenti). L'ampliamento del 2017 include le case a ringhiera a Dessau e la Scuola del sindacato ADGB di Bernau come importanti contributi alle idee del Bauhaus di design austero, funzionalismo e riforma sociale. |
|      | Memoriali di Lutero a Eisleben e Wittenberg                                                 | Lutherstadt Eisleben, Wittenberg | Sassonia-Anhalt                                               | Culturale (783; iv, vi)         | 1996           | Questi luoghi della Sassonia-Anhalt sono tutti associati alle vite di Martin Lutero e del suo collega riformista Melantone. Includono la casa di Melantone a Wittenberg, le case a Eisleben dove Lutero nacque nel 1483 e morì nel 1546, la sua stanza a Wittenberg, la chiesa locale e la chiesa del castello dove, il 31 ottobre 1517, Lutero pubblicò le sue famose "95 tesi", che ha lanciato la Riforma e una nuova era nella storia religiosa e politica del mondo occidentale. |
|      | Weimar classica                                                                             | Weimar | Turingia                                                      | Culturale (846; iii, vi)        | 1998           | Tra la fine del XVIII e l'inizio del XIX secolo questa piccola città della Turingia fu testimone di una notevole fioritura culturale, attirando molti scrittori e studiosi, in particolare Goethe e Schiller. Questo sviluppo si riflette nell'alta qualità di molti degli edifici e dei parchi nell'area circostante. |
|      | Museumsinsel (Isola dei musei), Berlino                                                     | Berlino | Berlino                                                       | Culturale (896; ii, iv)         | 1999           | Il museo come fenomeno sociale deve le sue origini all'età dell'Illuminismo nel XVIII secolo. I cinque musei sulla Museumsinsel di Berlino, costruiti tra il 1824 e il 1930, sono la realizzazione di un progetto visionario e mostrano l'evoluzione degli approcci alla progettazione museale nel corso del XX secolo. Ogni museo è stato progettato in modo da stabilire una connessione organica con l'arte che ospita. L'importanza delle collezioni del museo - che ripercorrono lo sviluppo delle civiltà nel corso dei secoli - è esaltata dalla qualità urbanistica e architettonica degli edifici. |
|      | Castello di Wartburg                                                                        | Eisenach | Turingia                                                      | Culturale (897; iii, vi)        | 1999           | Il castello di Wartburg si fonde magnificamente con la foresta circostante ed è per molti versi "il castello ideale". Sebbene abbia mantenuto alcune sezioni originali del periodo feudale, la forma acquisita durante la ricostituzione del XIX secolo dà una buona idea di ciò che questa fortezza potrebbe essere stata all'apice del suo potere militare e signorile. Fu durante il suo esilio al castello di Wartburg che Martin Lutero tradusse il Nuovo Testamento in tedesco. |
|      | Regno dei giardini di Dessau-Wörlitz                                                        | Dessau, Oranienbaum-Wörlitz | Sassonia-Anhalt                                               | Culturale (534; ii, iv)         | 2000           | Il regno dei giardini di Dessau-Wörlitz è un eccezionale esempio di progettazione e pianificazione del paesaggio dell'età dell'Illuminismo, il XVIII secolo. Le sue diverse componenti - edifici eccezionali, parchi e giardini paesaggistici in stile inglese e distese di terreno agricolo leggermente modificate - servono a scopi estetici, educativi ed economici in modo esemplare. |
|      | Isola monastica di Reichenau                                                                | Reichenau | Baden-Württemberg                                             | Culturale (974; iii, iv, vi)    | 2000           | L'isola di Reichenau sul Lago di Costanza conserva le tracce del monastero benedettino, fondato nel 724, che esercitò una notevole influenza spirituale, intellettuale e artistica. Le chiese di Santa Maria e Marco, San Pietro e Paolo e San Giorgio, costruite principalmente tra il IX e l'XI secolo, offrono un panorama dell'architettura monastica altomedievale dell'Europa centrale. I loro dipinti murali testimoniano un'impressionante attività artistica. |
|      | Complesso industriale delle miniere di carbone dello Zollverein a Essen                     | Essen | Renania Settentrionale-Vestfalia                              | Culturale (975; ii, iii)        | 2001           | Il complesso industriale dello Zollverein è costituito dall'infrastruttura completa di un sito storico di estrazione del carbone, con alcuni edifici del XX secolo di eccezionale valore architettonico. Costituisce una notevole prova materiale dell'evoluzione e del declino di un'industria essenziale negli ultimi 150 anni. |
|      | Valle superiore del medio Reno                                                              | Coblenza, Circondario di Magonza-Bingen, Circondario di Mayen-Coblenza, Circondario del Reno-Hunsrück, Circondario del Reno-Lahn, Circondario di Rheingau-Taunus | Assia, Renania-Palatinato                                     | Culturale (1066; ii, iv, v)     | 2002           | Il tratto di 65 km della Valle del Medio Reno, con i suoi castelli, città storiche e vigneti, illustra graficamente la lunga storia del coinvolgimento umano con un paesaggio naturale spettacolare e vario. È intimamente associato alla storia e alla leggenda e per secoli ha esercitato una potente influenza su scrittori, artisti e compositori. |
|      | Centri storici di Stralsund e Wismar                                                        | Stralsund, Wismar | Meclemburgo-Pomerania Anteriore                               | Culturale (1067; ii, iv)        | 2002           | Le città medievali di Wismar e Stralsund, sulla costa baltica della Germania, erano tra i principali centri commerciali della Lega Anseatica nel XIV e XV secolo. Nel XVII e XVIII secolo divennero centri amministrativi e difensivi svedesi per i territori tedeschi. Hanno contribuito allo sviluppo dei caratteristici tipi di costruzione e delle tecniche del gotico in mattoni nella regione baltica, come esemplificato in importanti cattedrali in mattoni, nel municipio di Stralsund e nella serie di case per uso residenziale, commerciale e artigianale, che rappresentano l'evoluzione di questo stile per diversi secoli. |
|      | Municipio e Rolando sulla Piazza del mercato di Brema                                       | Brema | Brema                                                         | Culturale (1087; iii, iv, vi)   | 2004           | Il municipio e la statua di Rolando sulla piazza del mercato di Brema sono rappresentazioni eccezionali dell'autonomia e della sovranità civica, sviluppatesi nel Sacro Romano Impero in Europa. Il vecchio municipio fu costruito in stile gotico all'inizio del XV secolo, dopo che Brema si unì alla Lega Anseatica. L'edificio è stato ristrutturato nel cosiddetto stile rinascimentale Weser all'inizio del XVII secolo. Un nuovo municipio è stato costruito accanto a quello vecchio all'inizio del XX secolo come parte di un insieme sopravvissuto ai bombardamenti durante la seconda guerra mondiale. La statua è alta 5,5 m e risale al 1404. |
|      | Parco di Muskau                                                                             | Bad Muskau (condiviso con la Polonia) | Sassonia                                                      | Culturale (1127; i, iv)         | 2004           | Un parco paesaggistico di 559,9 ettari a cavallo del fiume Neiße e il confine tra Polonia e Germania, è stato creato dal principe Hermann von Pückler-Muskau dal 1815 al 1844. Fondendosi perfettamente con il paesaggio agricolo circostante, il parco ha aperto la strada a nuovi approcci alla progettazione del paesaggio e ha influenzato lo sviluppo dell'architettura del paesaggio in Europa e in America. Progettato come un "dipinto con piante", non ha cercato di evocare paesaggi classici, il paradiso o qualche perfezione perduta, ma utilizzando piante locali ha migliorato le qualità intrinseche del paesaggio esistente. Questo paesaggio integrato si estende nella città di Bad Muskau con passaggi verdi che formavano parchi urbani che incorniciavano aree di sviluppo. La città diventa così una componente progettuale in un paesaggio utopico. Il sito dispone anche di un castello ricostruito, ponti e un arboreto.                                                                         |
|      | Frontiere dell'Impero romano                                                                | (altre componenti sono nel Regno Unito) | Assia, Baden-Württemberg, Baviera, Renania-Palatinato         | Culturale (430; ii, iii, iv)    | 2005           | Il Limes romano rappresenta la linea di confine dell'Impero romano nella sua massima estensione nel II secolo d.C. Si estendeva per oltre 5.000 km dalla costa atlantica della Gran Bretagna settentrionale, attraverso l'Europa fino al Mar Nero, e da lì al Mar Rosso e attraverso il Nord Africa fino alla costa atlantica. I resti del Limes oggi sono costituiti da vestigia di mura costruite, fossati, fortezze, fortezze, torri di guardia e insediamenti civili. Alcuni elementi della linea sono stati scavati, alcuni ricostruiti e alcuni distrutti. Le due sezioni del Limes in Germania coprono una lunghezza di 550 km dal nord-ovest del paese al Danubio nel sud-est. |
|      | Città vecchia di Ratisbona con Stadtamhof                                                   | Ratisbona | Baviera                                                       | Culturale (1155; ii, iii, iv)   | 2006           | Situata sul fiume Danubio in Baviera, questa città medievale contiene molti edifici di eccezionale qualità che testimoniano la sua storia come centro commerciale e la sua influenza sulla regione a partire dal IX secolo. Un numero notevole di strutture storiche abbracciano circa due millenni e includono antichi edifici romani, romanici e gotici. L'architettura di Ratisbona dall'XI al XIII secolo, inclusi il mercato, il municipio e la cattedrale, definisce ancora il carattere della città caratterizzata da edifici alti, vicoli bui e stretti e forti fortificazioni. I monumenti includono case e torri patrizie medievali, un gran numero di chiese e complessi monastici e il Ponte Vecchio del XII secolo. La città è anche notevole per le vestigia che testimoniano la sua ricca storia come uno dei centri del Sacro Romano Impero che si rivolse al protestantesimo. |
|      | Complessi residenziali modernisti di Berlino                                                | Berlino | Berlino                                                       | Culturale (1239; ii, iv)        | 2008           | La proprietà è composta da sei complessi residenziali che testimoniano politiche abitative innovative dal 1910 al 1933, soprattutto durante la Repubblica di Weimar, quando la città di Berlino era particolarmente progressista socialmente, politicamente e culturalmente. La proprietà è un esempio eccezionale del movimento di riforma edilizia che ha contribuito a migliorare le condizioni abitative e di vita delle persone a basso reddito attraverso nuovi approcci all'urbanistica, all'architettura e alla progettazione dei giardini. I complessi forniscono anche esempi eccezionali di nuove tipologie urbane e architettoniche, caratterizzate da nuove soluzioni di design, nonché innovazioni tecniche ed estetiche. Bruno Taut, Martin Wagner e Walter Gropius furono tra i principali artefici di questi progetti che esercitarono una notevole influenza sullo sviluppo dell'edilizia abitativa in tutto il mondo.                                                                                   |
|      | Mare dei Wadden                                                                             | (condiviso con Danimarca e Paesi Bassi) | Bassa Sassonia, Schleswig-Holstein                            | Naturale (1314; viii, ix, x)    | 2009(-2014)    | Il mare di Wadden è il più grande sistema ininterrotto di sabbie intertidali e distese di fango al mondo. Il sito copre l'area olandese di conservazione del mare di Wadden, i parchi nazionali tedeschi del mare di Wadden della Bassa Sassonia e dello Schleswig-Holstein e la maggior parte dell'area di conservazione marittima danese del mare di Wadden. È un ambiente umido costiero ampio, temperato, relativamente piatto, formato dalle intricate interazioni tra fattori fisici e biologici che hanno dato origine a una moltitudine di habitat di transizione con canali di marea, banchi sabbiosi, praterie di alghe, letti di mitili, banchi di sabbia, distese fangose, saline, estuari, spiagge e dune. L'area ospita numerose specie animali e vegetali, inclusi mammiferi marini come la foca del porto, la foca grigia e la focena. Il mare di Wadden è uno degli ultimi ecosistemi intercotidali su larga scala rimasti in cui i processi naturali continuano a funzionare in gran parte indisturbati. |
|      | Antiche faggete primordiali dei Carpazi e di altre regioni d'Europa                         | Althüttendorf, Angermünde, Circondario della Terra dei Laghi del Meclemburgo, Circondario della Wartburg, Circondario di Unstrut-Hainich, Circondario di Waldeck-Frankenberg, Friedrichswalde, Joachimsthal, Lohme, Sassnitz, Ziethen (altri 89 sono in Albania, Austria, Belgio, Bosnia ed Erzegovina, Bulgaria, Croazia, Francia, Italia, Macedonia del Nord, Polonia, Rep. Ceca, Romania, Slovacchia, Slovenia, Spagna, Svizzera e Ucraina) | Assia, Brandeburgo, Meclemburgo-Pomerania Anteriore, Turingia | Naturale (1133; ix)             | 2011           | Questa proprietà transnazionale comprende 94 componenti in 18 paesi. Dalla fine dell'ultima era glaciale, il faggio europeo si è diffuso da poche aree di rifugio isolate nelle Alpi, Carpazi, Dinaridi, Mediterraneo e Pirenei in un breve periodo di poche migliaia di anni in un processo tuttora in corso. L'espansione di successo in un intero continente è legata all'adattabilità e alla tolleranza dell'albero alle diverse condizioni climatiche, geografiche e fisiche. In Germania la serie comprende cinque foreste, situate in diverse aree protette della parte centrale e nord-orientale: Jasmund nel parco nazionale omonimo, Serrahn nel parco nazionale della Müritz, Grumsin nella riserva naturale omonima, Hainich nel parco nazionale omonimo e Kellerwald nel Parco nazionale di Kellerwald-Edersee. |
|      | Siti palafitticoli preistorici attorno alle Alpi                                            | 17 siti (altri 94 sono in Austria, Francia, Italia, Slovenia e Svizzera) | Baden-Württemberg, Baviera                                    | Culturale (1363; iv, v)         | 2011           | Gli scavi di questi insediamenti palafitticoli preistorici hanno fornito importanti informazioni circa la vita nella regione alpina dell'Europa durante il Neolitico e l'età del bronzo. Diciassette sono i siti iscritti in Germania, disposti lungo tutta la fascia prealpina, con una particolare concentrazione intorno al Lago di Costanza. |
|      | Fabbrica Fagus ad Alfeld                                                                    | Alfeld | Bassa Sassonia                                                | Culturale (1368; ii, iv)        | 2011           | La Fabbrica Fagus di Alfeld è un complesso di 10 edifici - iniziata intorno al 1910 su progetto di Walter Gropius, che è un punto di riferimento nello sviluppo dell'architettura moderna e del disegno industriale. Al servizio di tutte le fasi di produzione, stoccaggio e spedizione delle forme utilizzate dall'industria calzaturiera, il complesso, ancora oggi operativo, si trova ad Alfeld an der Leine in Bassa Sassonia. Con le sue vaste distese rivoluzionarie di pannelli di vetro e l'estetica funzionalista, il complesso prefigurava il lavoro della scuola Bauhaus ed è un punto di riferimento nello sviluppo dell'architettura in Europa e Nord America. |
|      | Teatro dell'opera margraviale di Bayreuth                                                   | Bayreuth | Baviera                                                       | Culturale (1379; i, iv)         | 2012           | Capolavoro dell'architettura teatrale barocca, costruito tra il 1745 e il 1750, il Teatro dell'Opera è l'unico esempio interamente conservato del suo genere in cui un pubblico di 500 persone può sperimentare la cultura dell'opera di corte barocca e l'acustica in modo autentico, poiché il suo auditorium conserva i suoi materiali originali, cioè il legno e tela. Commissionato dalla margravia Guglielmina, moglie di Federico di Brandeburgo-Bayreuth, è stato progettato dal famoso architetto teatrale Giuseppe Galli Bibiena. La struttura in legno a più livelli con tele illusionistiche rappresenta l'effimera tradizione architettonica cerimoniale che è stata impiegata nelle rievocazioni storiche e nelle celebrazioni per l'auto-rappresentazione principesca. |
|      | Bergpark Wilhelmshöhe                                                                       | Kassel | Assia                                                         | Culturale (1413; iii, iv)       | 2013           | Scendendo da una lunga collina dominata da una gigantesca statua di Ercole, i monumentali giochi d'acqua di Wilhelmshöhe furono iniziati dal langravio Carlo d'Assia-Kassel nel 1689 attorno a un asse est-ovest e furono ulteriormente sviluppati nel XIX secolo. I bacini idrici dietro il monumento di Ercole forniscono acqua a un complesso sistema di dispositivi che alimentano il grande teatro d'acqua barocco, la grotta, le fontane e la grande cascata lunga 350 metri del sito. Poi canali e corsi d'acqua proseguono, alimentando una serie di spettacolari cascate e rapide, la Grande Fontana, il lago e gli stagni appartati che animano il giardino romantico creato nel XVIII secolo dall'elettore Guglielmo I. Le grandi dimensioni del parco e dei suoi acquedotti insieme alla torreggiante statua di Ercole costituiscono un'espressione degli ideali della monarchia assoluta mentre l'insieme è una notevole testimonianza dell'estetica dei periodi barocco e romantico.                         |
|      | Westwerk carolingio e Civitas di Corvey                                                     | Höxter | Renania Settentrionale-Vestfalia                              | Culturale (1447; ii, iii, iv)   | 2014           | Il sito si trova lungo il fiume Weser, alla periferia di Höxter, dove tra l'822 e l'885 d.C. furono eretti il Westwerk carolingio e la Civitas di Corvey in un ambiente rurale in gran parte conservato. Il Westwerk è l'unica struttura rimasta che risale all'epoca carolingia, mentre l'originario complesso abbaziale imperiale è conservato come resti archeologici solo parzialmente scavati. L'articolazione e decorazione architettonica del Westwerk di Corvey illustrano chiaramente il ruolo svolto all'interno dell'impero franco dai monasteri imperiali nell'assicurare il controllo e l'amministrazione territoriale, nonché la propagazione del cristianesimo e dell'ordine culturale e politico carolingio in tutta Europa. |
|      | Speicherstadt e quartiere di Kontorhaus con la Chilehaus                                    | Amburgo | Amburgo                                                       | Culturale (1467; iv)            | 2015           | Speicherstadt e l'adiacente quartiere Kontorhaus sono due aree urbane densamente costruite nel centro della città portuale di Amburgo. Speicherstadt, originariamente sviluppato su un gruppo di isole strette nel fiume Elba tra il 1885 e il 1927, fu in parte ricostruito dal 1949 al 1967. È uno dei più grandi complessi storici coerenti di magazzini portuali del mondo (300 000 m²). Adiacente all'edificio per uffici modernista Chilehaus, il quartiere Kontorhaus è un'area di oltre cinque ettari con sei vasti complessi di uffici costruiti dagli anni '20 agli anni '40 per ospitare attività portuali. Il complesso esemplifica gli effetti della rapida crescita del commercio internazionale tra la fine del XIX e l'inizio del XX secolo. |
|      | L'opera architettonica di Le Corbusier, un contributo eccezionale al Movimento Moderno      | Stoccarda (altri 16 sono in Argentina, Belgio, Francia, Giappone, India e Svizzera) | Baden-Württemberg                                             | Culturale (1321; i, ii, vi)     | 2016           | Scelti dall'opera di Le Corbusier, i 17 siti che compongono questa proprietà seriale transnazionale sono distribuiti in sette paesi e sono una testimonianza dell'invenzione di un nuovo linguaggio architettonico che ha rotto con il passato. Furono costruiti nell'arco di mezzo secolo, nel corso di quella che Le Corbusier definì "ricerca paziente" e riflettono le soluzioni che il Movimento Moderno ha cercato di applicare durante il XX secolo alle sfide di inventare nuove tecniche architettoniche per rispondere ai bisogni della società. Questi capolavori di genio creativo attestano anche l'internazionalizzazione della pratica architettonica in tutto il pianeta. Il sito tedesco della serie comprende la Casa Citrohan e la Casa bifamiliare nel Weissenhof di Stoccarda. |
|      | Grotte e arte dell'era glaciale nel Giura svevo                                             | Asselfingen, Blaubeuren, Niederstotzingen, Rammingen, Schelklingen | Baden-Württemberg                                             | Culturale (1527; iii)           | 2017           | Gli esseri umani moderni sono arrivati per la prima volta in Europa 43 000 anni fa durante l'ultima era glaciale. Una delle zone in cui si stabilirono fu il Giura svevo. Scavate nel 1860, sei grotte hanno rivelato oggetti risalenti a 43 000 a 33 000 anni fa. Tra questi ci sono figurine scolpite di animali (inclusi leoni delle caverne, mammut, cavalli e bovidi), strumenti musicali e oggetti di ornamento personale. Altre statuette raffigurano creature metà animali e metà umane e c'è una statuetta di una donna. Questi siti archeologici presentano alcune delle più antiche arti figurative del mondo e aiutano a far luce sulle origini dello sviluppo artistico umano. |
|      | Cattedrale di Naumburg                                                                      | Naumburg | Sassonia-Anhalt                                               | Culturale (1470; i, ii)         | 2018           | Situata nella parte orientale del bacino della Turingia, la Cattedrale di Naumburg, la cui costruzione iniziò nel 1028, è una straordinaria testimonianza dell'arte e dell'architettura medievali. La sua struttura romanica, affiancata da due cori gotici, dimostra il passaggio stilistico dal tardo romanico al primo gotico. Il coro occidentale, risalente alla prima metà del XIII secolo, riflette i cambiamenti nella pratica religiosa e l'aspetto della scienza e della natura nelle arti figurative. Il coro e le sculture a grandezza naturale dei fondatori della cattedrale sono capolavori della bottega nota come "maestro di Naumburg". |
|      | Complesso archeologico di confine di Hedeby e del Danevirke                                 | Amt Schlei-Ostsee, Circondario di Schleswig-Flensburgo | Schleswig-Holstein                                            | Culturale (1553; iii, iv)       | 2018           | Il sito archeologico di Hedeby è costituito dai resti di un emporio - o città commerciale - contenente tracce di strade, edifici, cimiteri e un porto risalenti al I e all'inizio del II millennio d.C. È racchiuso da parte del Danevirke, una linea di fortificazione che attraversa l'istmo dello Schleswig, che separa la penisola dello Jutland dal resto della terraferma europea. A causa della sua situazione unica tra l'impero franco a sud e il regno danese a nord, Hedeby divenne un centro commerciale tra l'Europa continentale e la Scandinavia e tra il Mare del Nord e il Mar Baltico. A causa del suo materiale archeologico ricco e ben conservato, è diventato un sito chiave per l'interpretazione degli sviluppi economici, sociali e storici in Europa durante l'era vichinga. |
|      | Regione mineraria Erzgebirge/Krušnohoří                                                     | 17 siti (condiviso con la Rep. Ceca) | Sassonia                                                      | Culturale (1478; ii, iii, iv)   | 2019           | Gli Erzgebirge/Krušnohoří (Monti Metalliferi) si estendono nella Germania sud-orientale e nella Boemia nord-occidentale e contengono una ricchezza di diversi metalli sfruttati attraverso l'estrazione dal Medioevo in poi. La regione divenne la più importante fonte di minerale d'argento in Europa dal 1460 al 1560. L'estrazione mineraria fu il fattore scatenante per le innovazioni tecnologiche e scientifiche trasferite in tutto il mondo. Lo stagno è stato storicamente il secondo metallo ad essere estratto e lavorato nel sito. Alla fine del XIX secolo, la regione divenne un importante produttore mondiale di uranio. Il paesaggio culturale dei Monti Metalliferi è stato profondamente modellato da 800 anni di attività estrattiva quasi continua, dal XII al XX secolo, con estrazione mineraria, sistemi pionieristici di gestione dell'acqua, siti innovativi di lavorazione e fusione dei minerali e città minerarie.                                                                          |
|      | Sistema di gestione dell'acqua di Augusta                                                   | Augusta | Baviera                                                       | Culturale (1580; ii, iv)        | 2019           | Il sistema di gestione dell'acqua della città di Augusta si è evoluto in fasi successive dal XIV secolo ai giorni nostri. Comprende una rete di canali, torri d'acqua risalenti al XV e XVII secolo, che ospitavano macchinari di pompaggio, una sala da macello raffreddata ad acqua, un sistema di tre fontane monumentali e centrali idroelettriche, che continuano a fornire energia sostenibile ancora oggi. Le innovazioni tecnologiche generate da questo sistema di gestione dell'acqua hanno contribuito a rendere Augusta una pioniera nell'ingegneria idraulica. |
|      | Grandi città termali d'Europa                                                               | Baden-Baden, Bad Ems, Bad Kissingen (altre 8 si trovano in Austria, Belgio, Francia, Italia, Regno Unito e Rep. Ceca) | Baden-Württemberg, Baviera, Renania-Palatinato                | Culturale (1613; ii, iii)       | 2021           | La proprietà transnazionale seriale delle Grandi Terme d'Europa è un gruppo selezionato di città termali che è testimonianza di luoghi per la guarigione di dolori e malattie con acque minerali in genere prima che i farmaci industriali si sviluppassero nel XIX secolo. La serie comprende undici storiche città termali in sette stati europei dove l'integrità e l'autenticità delle parti componenti sono evidenti nella loro forma urbana e negli edifici termali componenti. Le tre componenti tedesche del sito seriale sono Baden-Baden, Bad Ems e Bad Kissingen. |
|      | Mathildenhöhe Darmstadt                                                                     | Darmstadt | Assia                                                         | Culturale (1614; ii, iv)        | 2021           | L'opera d'arte totale della Colonia di artisti di Darmstadt sulla Mathildenhöhe, con i suoi edifici, giardini e opere d'arte che abbracciano gli anni 1901-1914, costituisce non solo un insieme unico che testimonia la creatività sperimentale, ma anche un documento incomparabile dell'architettura e rinnovamento artistico agli albori del Modernismo ispirato al movimento di riforma internazionale del primo Novecento. |
|      | Frontiere dell'Impero romano - Limes della Germania inferiore                               | (condiviso con Paesi Bassi) | Renania-Palatinato, Renania Settentrionale-Vestfalia          | Culturale (1631; ii, iii, iv)   | 2021           | Parte di una serie di siti che documentano lo sviluppo del Limes romano e delle fortificazioni che si trovavano lungo il suo percorso. Il Limes della Germania inferiore costituisce il confine nord-orientale della provincia romana della Germania inferiore, che corre per 400 km lungo il fiume Reno, dagli speroni del Massiccio Renano a sud di Bonn in Germania fino alla costa del Mare del Nord nei Paesi Bassi. Tra le 63 componenti tedesche della candidatura figurano i siti archeologici di Colonia Ulpia Traiana, Castra Vetera, Novaesium, Colonia Agrippina, Divitia e Bonna. |
|      | Siti SchUM di Spira, Worms e Magonza                                                        | Magonza, Spira, Worms | Renania-Palatinato                                            | Culturale (1636; ii, iii, vi)   | 2021           | Le comunità ebraiche (kehillot) stabilite nelle città del Medio Reno di Mainz, Worms e Speyer dal X secolo in poi sono tra le prime documentate nell'Europa centrale e orientale. Insieme, hanno formato un gruppo unico che ha influenzato in modo significativo la cultura, la religione e l'amministrazione della giustizia nella diaspora ashkenazita. L'intensità delle loro interrelazioni si riflette anche nell'acronimo usato per riferirsi a loro: le comunità SchUM (kehillot SchUM), coniate sulla base delle lettere iniziali di Speyer, Worms e Mainz in ebraico. Gli statuti legali congiunti delle tre comunità, riaffermati in un'assemblea nel 1223, sono sopravvissuti fino ad oggi. |
|      | Frontiere dell'Impero romano - Limes danubiano (sezione occidentale)                        | Alto Palatinato, Bassa Baviera (altri 53 si trovano in Austria e Slovacchia) | Baviera                                                       | Culturale (1608; ii, iii, iv)   | 2021           | Copre quasi 600 km dell'intera frontiera del Danubio dell'Impero romano. La proprietà faceva parte della vastissima frontiera dell'Impero romano che circondava il Mar Mediterraneo. Il Limes danubiano (segmento occidentale) riflette le specificità di questa parte della frontiera romana attraverso la selezione di siti che rappresentano elementi chiave come tratti di strada, fortezze legionarie e i loro insediamenti associati a piccoli forti e accampamenti temporanei, e il modo in cui queste strutture si relazionano con la topografia. Le componenti tedesche della serie sono 24. |
|      | Patrimonio medievale ebraico di Erfurt                                                      | Erfurt | Turingia                                                      | Culturale (1656; iv)            | 2023           | Situato nel centro storico medievale di Erfurt, il sito comprende tre monumenti: la Vecchia Sinagoga, il Mikveh e la Casa di Pietra. Illustrano la vita della comunità ebraica locale e la sua convivenza con una maggioranza cristiana nell'Europa centrale durante il Medioevo, tra la fine dell'XI e la metà del XIV secolo. |
|      | Insediamenti della Chiesa morava                                                            | Herrnhut (altri 3 sono in Danimarca, Regno Unito e Stati Uniti) | Sassonia                                                      | Culturale (1468; iii, iv)       | 2024           | Gli insediamenti della Chiesa morava sono un'estensione seriale transnazionale di Christiansfeld, un insediamento della Chiesa morava in Danimarca, già iscritto nella Lista del Patrimonio mondiale. L'estensione comprende tre comunità fondate nel XVIII secolo: Herrnhut in Sassonia, Bethlehem in Pennsylvania e Gracehill nell'Irlanda del Nord. Ogni insediamento ha il proprio carattere architettonico basato sugli ideali della Chiesa morava ma adattato alle condizioni locali. Insieme rappresentano la portata transnazionale e la coerenza della comunità internazionale morava come rete globale. In ogni parte componente è presente una congregazione attiva, dove le tradizioni continuano e costituiscono un'eredità moraviana vivente. |
|      | Complesso della Residenza di Schwerin                                                       | Schwerin | Meclemburgo-Pomerania Anteriore                               | Culturale (1705; iv)            | 2024           | Creato per la maggior parte nel XIX secolo in quella che allora era la capitale del Granducato di Meclemburgo-Schwerin, nel nord-est della Germania, il complesso comprende 38 elementi, tra cui il Palazzo della Residenza del Granduca e case padronali, edifici culturali e sacri e il lago ornamentale Pfaffenteich. Assolve anche a tutte le funzioni richieste a una capitale ducale in termini di amministrazione, difesa, infrastrutture di servizio, trasporti, prestigio e attività culturali, con parchi, canali, stagni, laghi e spazi pubblici. Gli edifici formano un eccezionale insieme architettonico che riflette lo spirito storicista dell'epoca, spaziando dal neorinascimento al neobarocco e al neoclassico, con influenze del Rinascimento italiano. |
|      | I palazzi di Ludovico II di Baviera: Neuschwanstein, Linderhof, Schachen e Herrenchiemsee   | Chiemsee, Ettal, Garmisch-Partenkirchen, Schwangau | Baviera                                                       | Culturale (1726; iv)            | 2025           | Questo sito seriale è composto da quattro grandiosi complessi di palazzi nella regione alpina bavarese, costruiti sotto re Ludovico II tra il 1864 e il 1886. Progettati come rifugi personali e fughe fantasiose, riflettono lo spirito romantico ed eclettico dell'epoca. Traendo ispirazione dal Castello di Wartburg, da Versailles, dalle fiabe tedesche e dalle opere di Richard Wagner, i palazzi sfoggiano stili storicisti e tecniche avanzate del XIX secolo. Accuratamente integrati in splendidi paesaggi naturali, incarnano la visione artistica di Ludovico. Aperti al pubblico poco dopo la sua morte nel 1886, questi siti sono oggi conservati come musei e rimangono importanti punti di riferimento culturali. |

## Siti candidati
| Foto | Sito | Luogo                                                   | Tipo                              | Anno       | Descrizione |
| ---- | --- | ------------------------------------------------------- | --------------------------------- | ---------- | --- |
|      | Edifici della Fondazione Francke | Halle                                                   | Culturale (1368; iii, iv, vi)     | 20/09/1999 | Le Fondazioni Franck di Halle sono uno dei monumenti architettonici più importanti della Germania del periodo del Pietismo e del primo Illuminismo. Gli edifici e i giardini che hanno conferito alle Fondazioni Franck la loro inconfondibile immagine sono stati costruiti uno dopo l'altro partendo dall'edificio principale in direzione est e sud e sono stati sostanzialmente terminati nel 1748. L'edificio principale costituisce lo sviluppo urbano e l'elemento architettonico dominante dell'intero impianto.                                                                                          |
|      | Cimitero ebraico di Althona Königstraße. Cultura sepolcrale sefardita del XVII e XVIII secolo tra Europa e Caraibi                                                                                      | Amburgo                                                 | Culturale (5973; ii, iii, iv, vi) | 15/01/2015 | Il sito copre un'area di quasi 1,9 ettari ed è la fusione di due cimiteri adiacenti ma separati, vale a dire la parte sud-occidentale progettata dagli ebrei sefarditi nel 1611, che si estende su un quarto del cimitero, e l'altra sezione a nord e ad est, un cimitero allestito dagli ebrei ashkenaziti nel 1616. Questo lo rende non solo il più antico cimitero ebraico, ma anche il più antico di tutti i cimiteri di Amburgo. In effetti, la sua parte sefardita è il più antico cimitero conservato dei sefarditi emigrati dal Portogallo al nord Europa.                                                |
|      | Paesaggi dei prati e delle paludi alpini e prealpini (paesaggi storici antropogenici nell'area di Werdenfelser Land, Ammergau, Staffelseegebiet e Murnauer Moos, circondario di Garmisch-Partenkirchen) | Circondario di Garmisch-Partenkirchen                   | Culturale (5974; v)               | 15/01/2015 | Il circondario di Garmisch-Partenkirchen presenta uno dei punti focali dei prati storici in Europa. Derivano dal Medioevo e dalla prima età moderna grazie alla regolamentazione dei monasteri. Nella valle del fiume Isar si può trovare la più grande presenza di Buckelwiesen (pascolo povero con molte zolle), nonché i più estesi prati di montagna falciati ogni due anni e l'Ammergauer Wiesmahdhängen. Nelle pianure alluvionali del fiume Loisach 20 km di zone umide, paludi e torbiere si estendono direttamente nel più grande terreno paludoso dell'Europa centrale e occidentale, il Murnauer Moos. |
|      | Memoriali di Lutero in Sassonia-Anhalt, Sassonia, Baviera e Turingia | Coburgo, Eisleben, Erfurt, Mansfeld, Torgau, Wittenberg | Culturale (5986; iv, vi)          | 15/01/2015 | I memoriali della Riforma nella Germania centrale sono una testimonianza dell'ambiente politico, economico, sociale, scientifico, spirituale, architettonico e artistico in cui ha avuto luogo la Riforma. I luoghi e gli edifici scelti sono quelli in cui si sono verificati eventi di durevole importanza nella memoria collettiva, luoghi di pratica politica e religiosa. È qui che hanno avuto origine i pensieri e le idee, gli scritti dei protagonisti e le opere d'arte correlate. |

## Siti cancellati dalla Lista del Patrimonio mondiale
| Foto | Sito                     | Luogo  | Tipo                             | Iscr. | Canc. | Descrizione |
| ---- | ------------------------ | ------ | -------------------------------- | ----- | ----- | --- |
|      | Valle dell'Elba a Dresda | Dresda | Culturale (1156; ii, iii, iv, v) | 2004  | 2009  | Il paesaggio culturale del XVIII e XIX secolo della Valle dell'Elba di Dresda si estende per circa 18 km lungo il fiume dal Palazzo di Übigau e dai campi di Ostragehege a nord-ovest fino al Castello di Pillnitz e l'isola del fiume Elba a sud-est. È caratterizzato da prati bassi ed è coronato dal Palazzo Pillnitz e dal centro di Dresda con i suoi numerosi monumenti e parchi dal XVI al XX secolo. Il paesaggio comprende anche ville e giardini suburbani del XIX e XX secolo e preziose caratteristiche naturali. Alcuni pendii terrazzati lungo il fiume sono ancora utilizzati per la viticoltura e alcuni vecchi borghi hanno mantenuto la loro struttura storica e gli elementi della rivoluzione industriale, in particolare il ponte in acciaio Blaues Wunder di 147 m (1891-93), la ferrovia sospesa a binario unico (1898–1901) e la funicolare (1894–95). I piroscafi passeggeri (i più antichi del 1879) e il cantiere navale (1900 circa) sono ancora in uso. |

## Patrimoni dell'umanità per stato federato
| Stato federato                   | Patrimoni propri | Patrimoni condivisi | Patrimoni totali |
| -------------------------------- | ---------------- | ------------------- | ---------------- |
| Amburgo                          | 1                | -                   | 1                |
| Assia                            | 4                | 3                   | 7                |
| Baden-Württemberg                | 4                | 3                   | 7                |
| Bassa Sassonia                   | 3                | 1                   | 4                |
| Baviera                          | 8                | 3                   | 11               |
| Berlino                          | 2                | 1                   | 3                |
| Brandeburgo                      | -                | 3                   | 3                |
| Brema                            | 1                | -                   | 1                |
| Meclemburgo-Pomerania Anteriore  | 2                | 1                   | 3                |
| Renania-Palatinato               | 3                | 4                   | 7                |
| Renania Settentrionale-Westfalia | 5                | 1                   | 6                |
| Saarland                         | 1                | -                   | 1                |
| Sassonia                         | 3                | -                   | 3                |
| Sassonia-Anhalt                  | 4                | 1                   | 5                |
| Schleswig-Holstein               | 2                | 1                   | 3                |
| Turingia                         | 3                | 2                   | 5                |